# Baie de Tallinn
La baie de Tallinn (estonien : Tallinn laht), est une baie située au sud du golfe de Finlande à Tallinn en Estonie.

## Géographie
La baie est bordée par la péninsule de Viimsi côté est, Tallinn au sud, l'île Naissaar à l'ouest et l'île Aegna au nord.
La surface d'eau de la baie est d'environ 200 km2.
Les eaux du rivage sont peu profondes mais elles s'approfondissent rapidement.
La baie de Tallinn est l'une des plus profondes d'Estonie, avec une profondeur maximale de 100 m.

### Composantes maritimes
La baie fait partie du golfe de Finlande et est formée de plusieurs parties d'est en ouest :
- Rade de Tallinn, entre les péninsules de Viimsi et de Paljassaare.
- Baie de Paljassaare, entre les péninsules de Paljassaare et de Kopli.
- Baie de Kopli, entre les péninsules de Kopli et de Kakumäe.
- Baie de Kakumäe (et), à l'ouest de la péninsule de Kakumäe.

### Ports
Les ports de la baie de Tallinn sont:
- Port de Miiduranna, adapté aux petits tonnages[3]
- Port de Pirita.
- Port de passagers de Tallinn ou ancien port.
- Miinisadam, dans le quartier de Karjamaa utilisé par la marine estonienne.
- Port de Paljassaare, dans le quartier de Paljassaare pour les navires de marchandises[4]
- Port de Bekker, dans le quartier de Kopli pour les navires de marchandises[5]

### Plages
Les plages populaires de la baie de Tallinn sont:
- Plages de Merivälja et de Pirita des districts de Merivälja et de Pirita.
- Plage Pikakari du district de Paljassaare.
- Plage de Stroomi (et) des districts de Pelguranna et de Merimetsa.
- Plage de Kakumäe du district de Kakumäe.

## Galerie

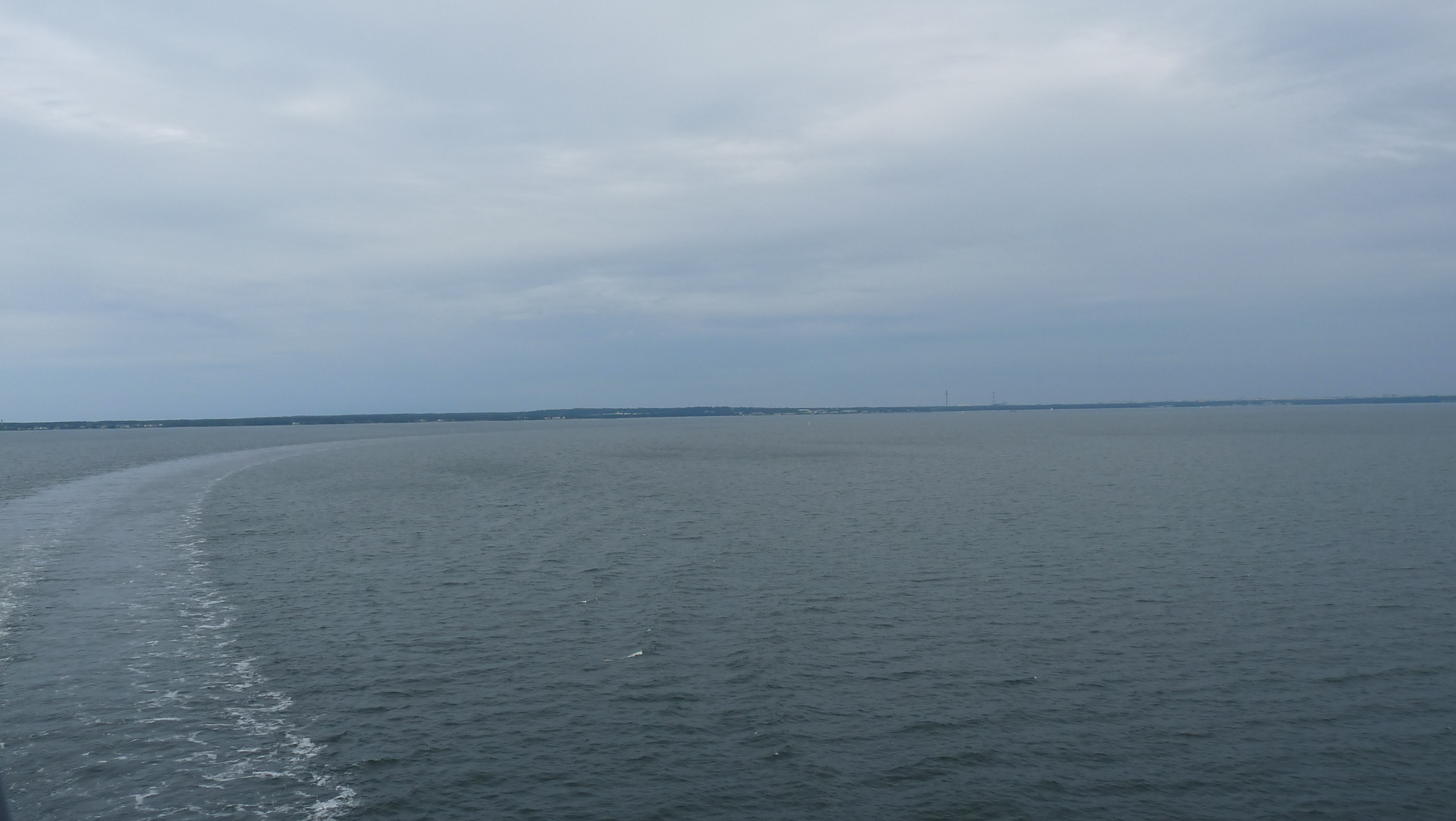
La baie de Tallinn.
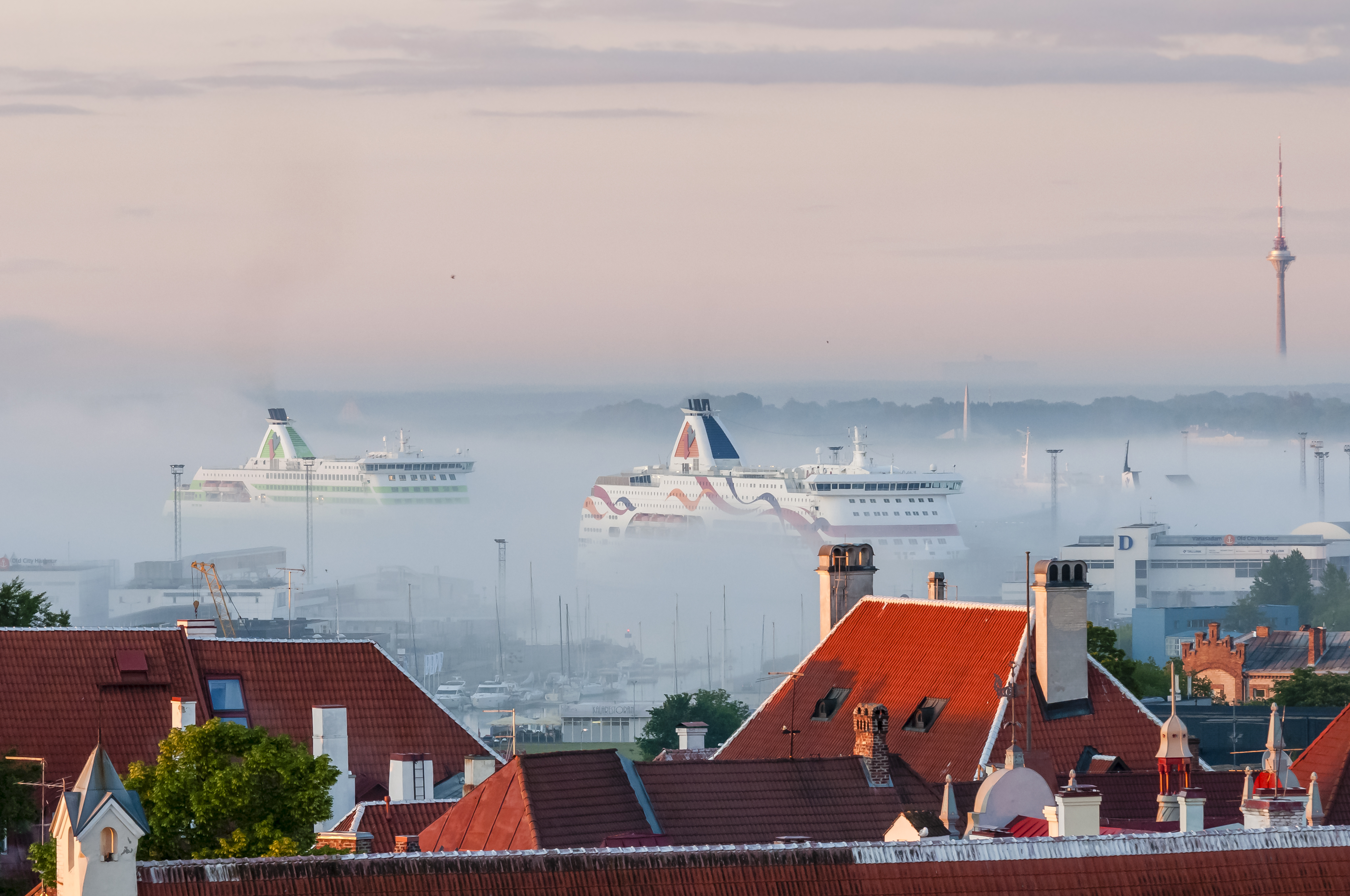
Le port de passagers de Tallinn.
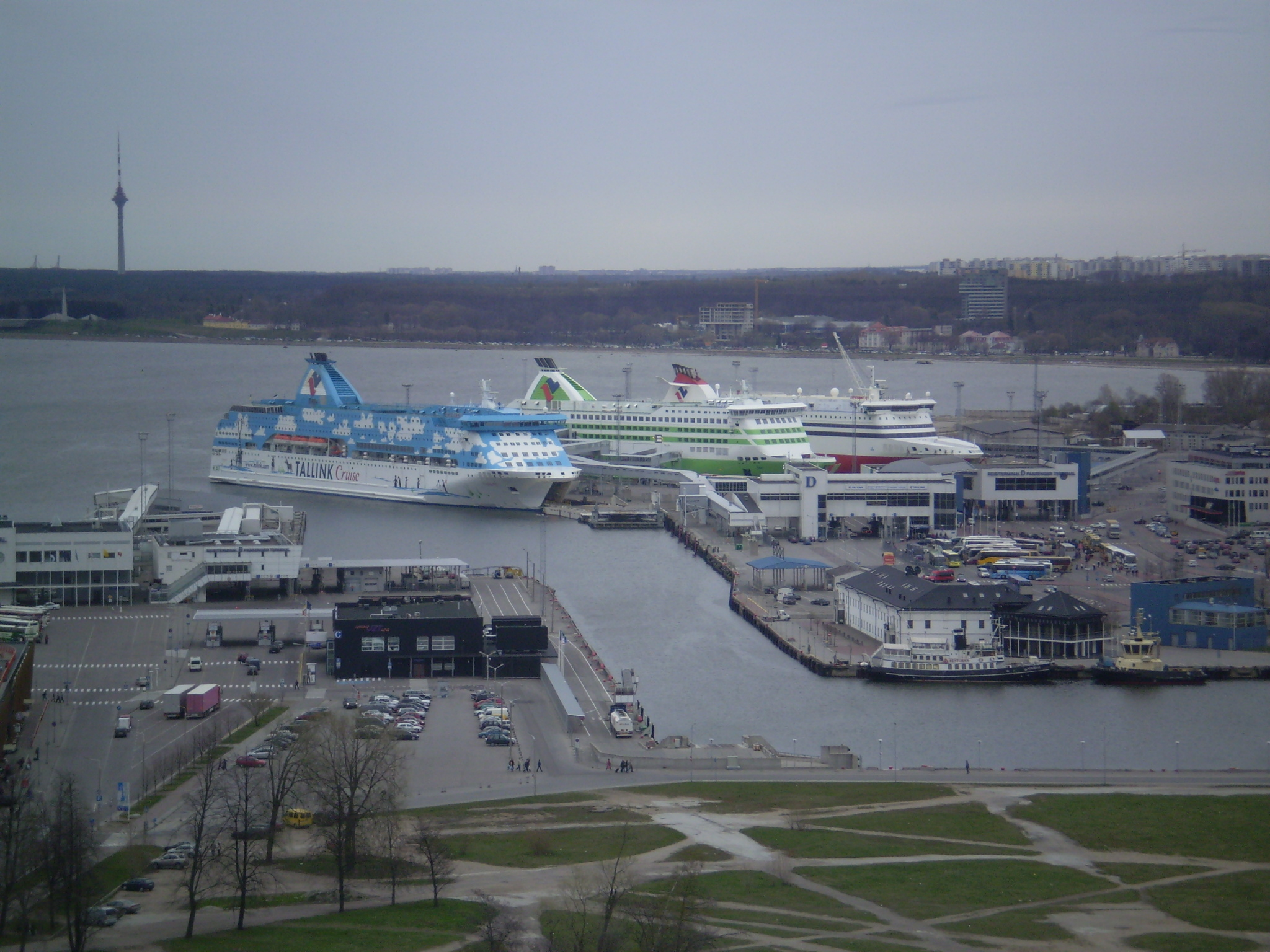
Le port de passagers de Tallinn.
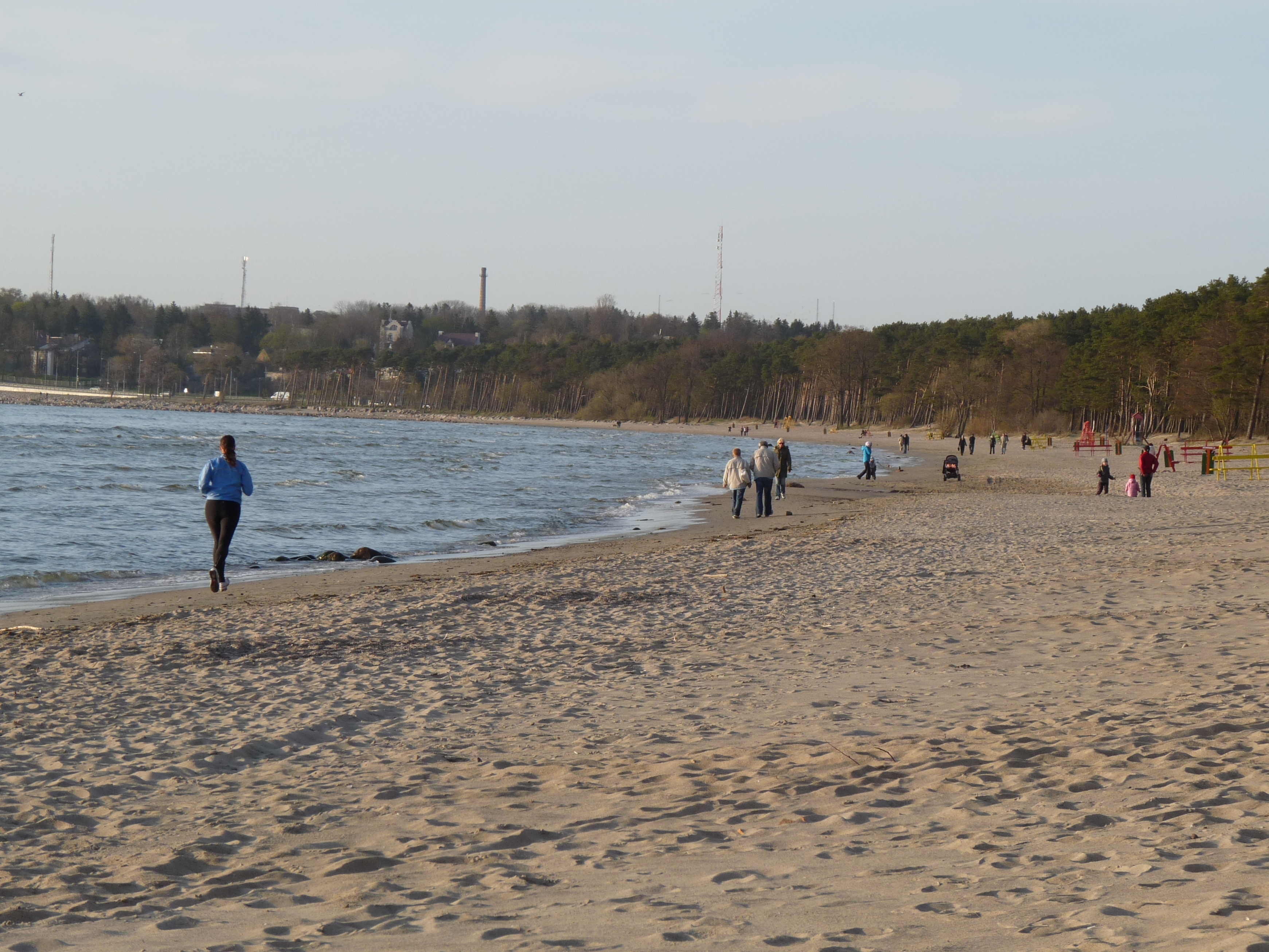
Plage de Pirita.
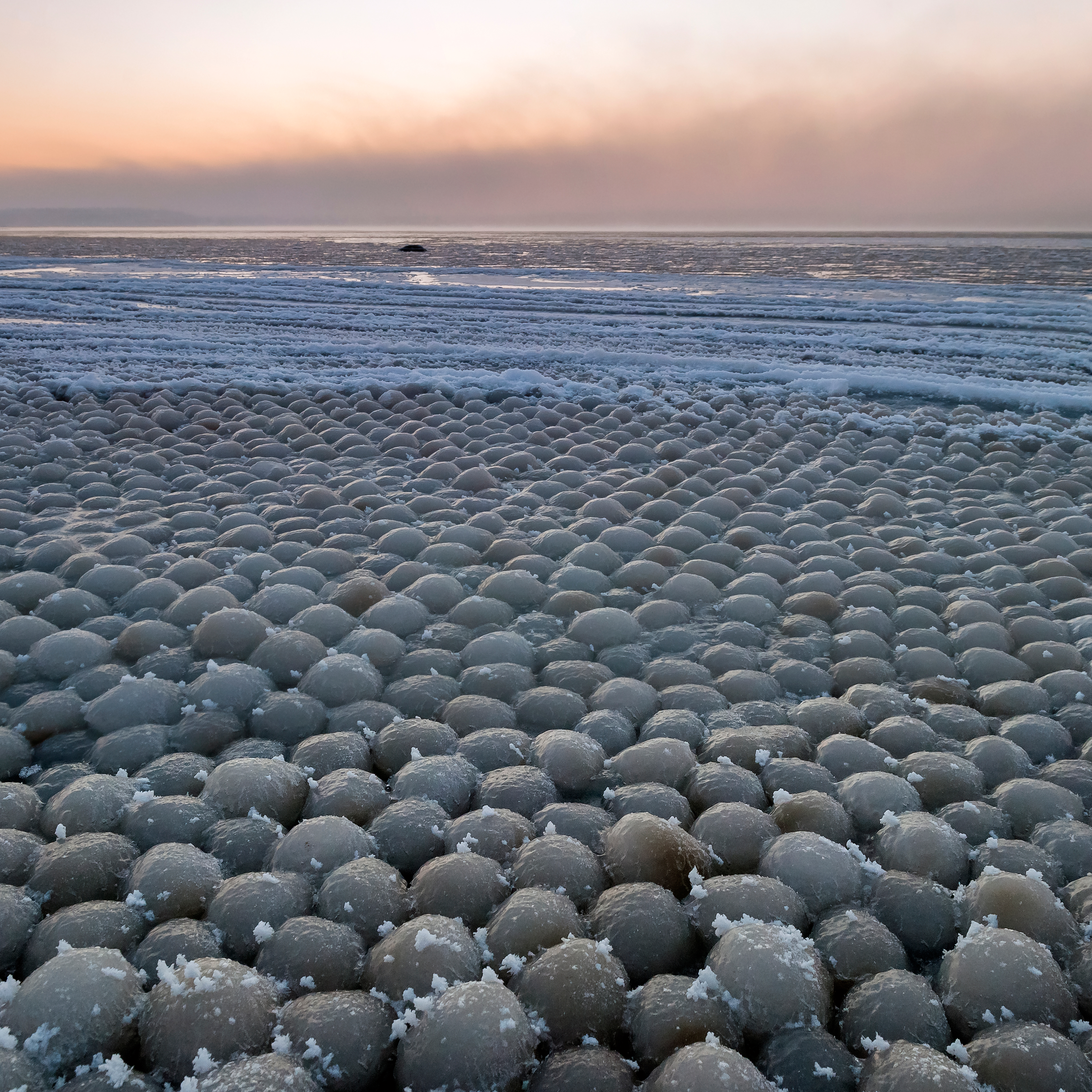
Boules de glace sur la plage de Stroomi.
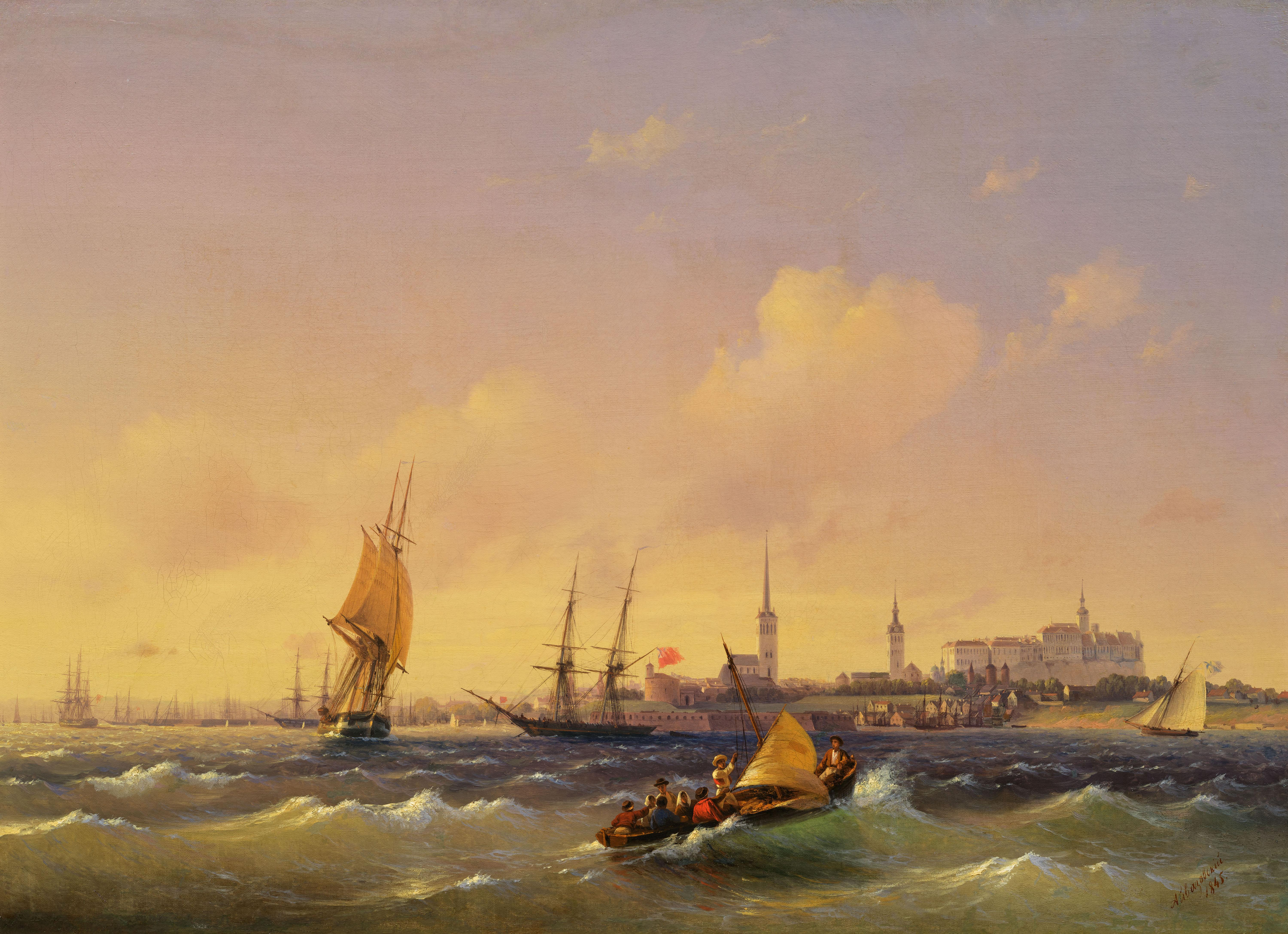
La baie par Ivan Aivazovsky (1845).
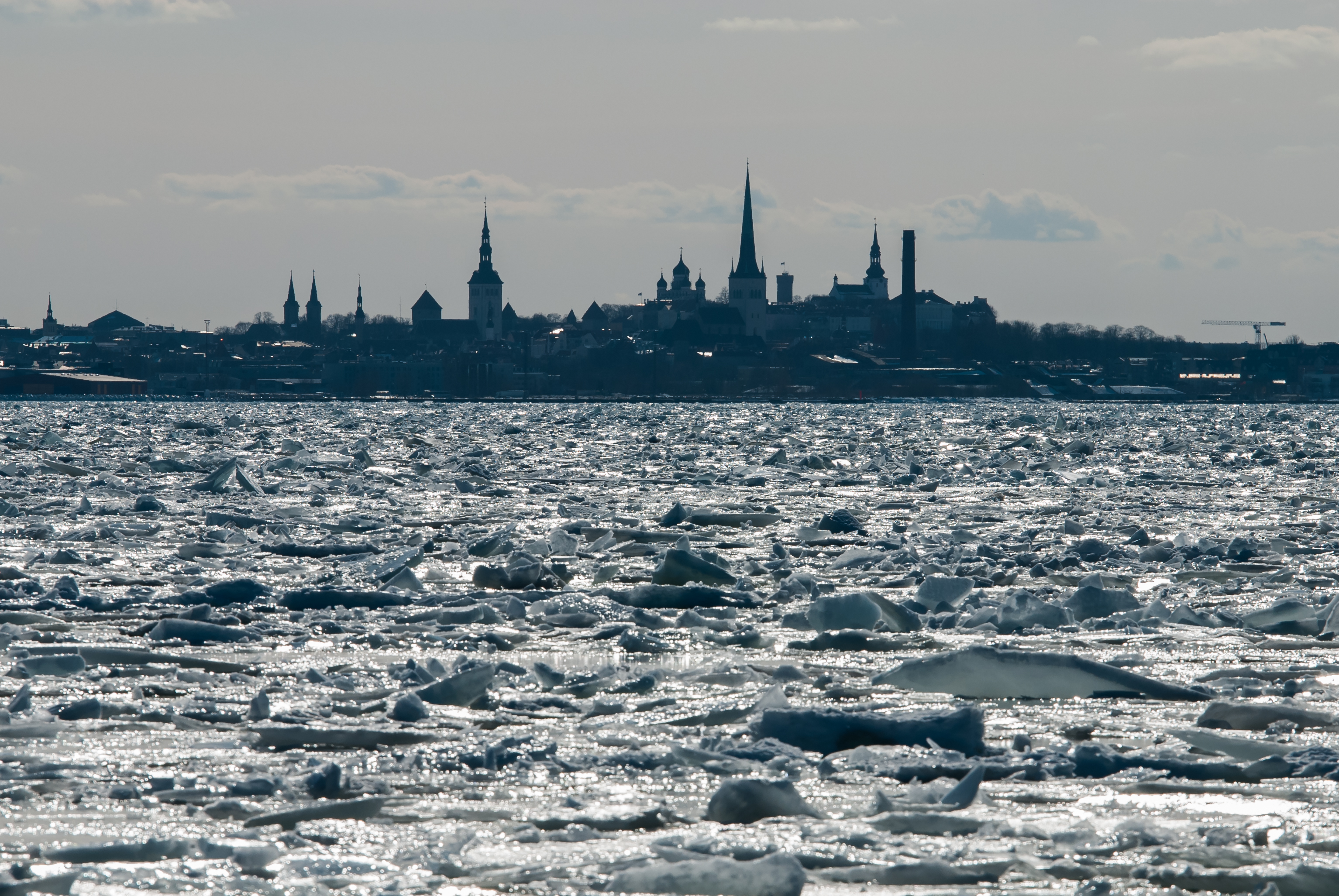
La baie en hiver.